# San Gabriele Arcangelo all'Acqua Traversa (titre cardinalice)
Le titre cardinalice de San Gabriele Arcangelo all'Acqua Traversa (Saint Gabriel l'archange à l'Acqua Traversa) est érigé par le pape Jean-Paul II le 28 juin 1988.
Il est rattaché à l'église San Gabriele Arcangelo (it) située dans la zone suburbaine de Della Vittoria au nord-ouest de Rome.

## Titulaires
- Jean Margéot (1988-2009)
- José Manuel Estepa Llaurens (2010-2019)
- Fridolin Ambongo Besungu (2019-)